# بنجامین اف. رایس
بنجامین اف. رایس (به انگلیسی: Benjamin F. Rice) سناتور سابق عضو حزب جمهوری‌خواه ایالات متحده آمریکا بود. وی در سال ۱۸۶۸ تا ۱۸۷۳ میلادی سناتور ایالت آرکانزاس در سنای ایالات متحده آمریکا بود.